# 和光百貨
和光（Wako），是位於日本的一家百貨公司株式會社和光旗下擁有的商場設施。

## 概要
和光百貨的本館位於東京銀座的中心地帶，也被稱為「銀座和光」。除了販賣SEIKO自有品牌的鐘錶及珠寶之外，也販賣海內外的鐘錶，珠寶，陶瓷器，皮件等高級物件‧再加上許多政商名流到訪，以高級百貨聞名；位於六樓的藝廊「和光Hall」時常舉辦各式活動。
和光百貨本館的鐘塔是銀座地區的地標，百貨營業時間內的每整點，頂樓的鐘樓會響起西敏寺鐘聲來報時。
在銀座地區除了本館之外，尚有家飾館、精品館及西元2012年開幕的和光別館，以前曾有並木館，鐘錶Salon，禮品店，眼鏡店，巧克力Salon店，嬰幼兒禮品店及巧克力店等多樣化的店鋪，西元2012年9月5日起僅有前述的四間店鋪仍在營業。

## 歷史
西元1881年2月，服部金太郎建立了服部時計店（現SEIKO HOLDINGS CORPORATION），西元1947年零售部門獨立，為今日和光百貨店的源頭。二次世界大戰後因為同盟國進駐日本的緣故，曾成為美軍專用商店（PX）。西元1894年服部時計大樓就位於現在和光百貨店的所在地，但是於西元1921年因改建需求而拆毀。現今的具有文藝復興風格的和光百貨店建築物，為日本關東大地震之後建立的服部時計店大樓。
和光百貨的鐘樓，以每整點的報時與西敏寺鐘聲聞名，在西元2012年與2013年的3月11日下午2點46分時，為悼念西元2011年同日發生的311大地震，特別鳴響了11次鐘聲以示悼念。

## 分店
和光百貨在羽田機場及大阪西心齋橋的日航飯店擁有分店，另外在東京大倉飯店（Hotel Okura）、名古屋觀光飯店，松阪屋名古屋店，新潟大倉飯店，北海道的札幌Park Hotel，九州的大丸百貨福岡天神店皆有經營精品店鋪。

## 資料來源
1. ↑  銀座・和光 時計塔の歴史 （页面存档备份，存于） (日文)

## 外部連結
- 銀座和光百貨（页面存档备份，存于）
  - 和光と時計塔の歴史 （页面存档备份，存于）
- 銀座・和光的Facebook專頁官方帳號